# Aeschynanthus forbesii
Aeschynanthus forbesii är en tvåhjärtbladig växtart som först beskrevs av Spencer Le Marchant Moore, och fick sitt nu gällande namn av Karl Moritz Schumann. Aeschynanthus forbesii ingår i släktet Aeschynanthus och familjen Gesneriaceae. Inga underarter finns listade i Catalogue of Life.